# Condado de Van Buren (Arkansas)
El condado de Van Buren es un condado del estado de Arkansas, Estados Unidos. Tiene una población estimada, a mediados de 2023, de 16 142 habitantes.
La sede del condado es Clinton.

## Geografía
Según la Oficina del Censo, el condado tiene una superficie total de 1880 km², de los cuales 1840 km² corresponden a tierra firme y 40 km² están cubiertos de agua.

### Condados adyacentes
- Condado de Searcy (norte)
- Condado de Stone (noreste)
- Condado de Cleburne (este)
- Condado de Faulkner (sureste)
- Condado de Conway (suroeste)
- Condado de Pope (oeste)

## Demografía
Según el censo de 2020, en ese momento el condado tenía una población de 15 796 habitantes. La densidad de población era de 8.6 hab./km².
| Raza                   | Núm.   | Porc.   |
| ---------------------- | ------ | ------- |
| Blancos                | 14 485 | 91.70%  |
| Amerindios             | 133    | 0.84%   |
| Afroamericanos         | 77     | 0.49%   |
| Asiáticos              | 56     | 0.35%   |
| De otras razas         | 200    | 1.27%   |
| De una mezcla de razas | 845    | 5.35%   |
| Total                  | 15 796 | 100.00% |

Del total de la población, el 3.17% eran hispanos o latinos de cualquier raza.

## Comunidades

### Ciudades
- Clinton
- Fairfield Bay (en parte en el condado de Cleburne)

### Pueblos
- Damascus (en parte en el condado de Faulkner)
- Shirley

### Lugares designados por el censo (census-designated places,CDP)
- Bee Branch
- Dennard

## Principales autopistas
- U.S. Highway 65
- Carretera 9
- Carretera 16
- Carretera 92
- Carretera 95